# 軍曹
軍曹（ぐんそう）は軍隊における下士官の階級の１つ。概ね中級から下級の下士官であるが、下士官の区分は、地域、時代または軍種により差異が大きく、対応関係を論じるのは困難である。詳しくは下士官を参照。
アメリカ陸軍のsergeant などの下士官階級は「軍曹」と訳されることが多い。
日本語の「軍曹」は前近代から軍の役職名として用いられており、近代以降は軍の下士官を指すようになった。
1. 平安時代の律令制における鎮守府の三等官。将軍、軍監の下に属し、定員2名であった。官位相当は従八位上。
2. 戊辰戦争のときに置いた官職で、1868年3月31日（慶応4年（明治元年） 3月8日）から勤王の士である浪人を軍曹として俸禄を給した[2]、戊辰戦争が終わると1870年4月30日（明治3年3月30日）に軍曹を廃止して士族に編入して東京府貫属とした[3] [注釈 2]。
3. 1871年2月11日（明治3年12月22日）に各藩の常備兵編制法を定めたときの歩兵大隊や砲兵隊の中の下等士官の最下級である[5] [6]。曹長・権曹長と軍曹を総称して下等士官といい、権曹長の下、伍長の上である[5] [6]。
4. 1871年（明治4年8月）から募集編隊を始めた海兵隊における下士の階級である[7]。曹長・権曹長の下、伍長の上である。1876年（明治9年）8月に海兵を解隊し[8]、配置転換が完了したのち1878年（明治11年）2月19日に海軍文武官官等表から海兵部の部目を廃止した[9]。
5. 大日本帝国陸軍の下士官の階級の一つ。曹長の下で、伍長の上に位置する。陸海空各自衛隊では、2等陸曹、2等海曹（旧海軍の呼称では一等兵曹）、2等空曹（2曹）に相当。

また、軍の下士官になぞらえ、自他に厳しく接する叩き上げ型の人物を「軍曹」「鬼軍曹」と呼ぶことがある。

## 近代陸軍における軍曹

### 概要
軍隊の階級はその軍・時代によっていろいろな名称が存在するが、「卒伍のうち優秀なものを登用し兵のまとめ役とする」階級が存在し、序列として尉官の下になる点はおおむね同じである。
軍曹以上を下士官として扱うか、あるいはその下の階級以上を下士官として扱うかについては国や時代により差があるが、下士官の分類として重要な位置づけとなっている 。
軍曹は分隊長を務めることがある。その場合、率いる兵員は10名から20名程度のことが多い。
軍曹は、兵の教練役や部隊の士気と秩序の維持を担うため、畏敬と揶揄を込めて「鬼」「鬼軍曹」などとも呼ばれる。
また新米将校の補佐役としての役割も大きく、戦術レベルにおいて古参軍曹の見解は新米将校の判断より重んじられる場合がある。

### 日本陸軍

#### 1871年（明治3年12月）の軍曹
版籍奉還の後、1871年2月11日（明治3年12月22日）に各藩の常備兵編制法を定めたときの歩兵大隊や砲兵隊の中の下等士官の最下級である    。曹長・権曹長と軍曹を総称して下等士官といいその下に伍長を置き、下等士官と伍長の四職は少佐が選抜して藩庁へ届出させ、下等士官の採用・離職・降級・昇級は毎年2回まとめて兵部省へ届出させた 。
1871年4月2日（明治4年2月13日）に御親兵を編制して兵部省に管轄させることになり、また同年6月10日（同年4月23日）に東山西海両道に鎮台を置いて兵部省の管轄に属すことになり、明治4年5月には兵部省によって軍曹を命じる例や、会計書記軍曹・倉庫掛軍曹・喇叭軍曹・給養軍曹・射的軍曹を命じる例が見られる。
陸軍徽章で定めた軍服や階級章は、紐釦並びに帽前面章は下等士官と伍長以下で区別しており、下等士官の釦は真鍮桜花、前面章は真鍮日章であるのに対して、兵卒・伍長共に釦は真鍮隊号を附け、前面章は塗色日章とした。
下等士官と兵卒は軍帽の周囲黄線、上衣の袖黄線でその階級を区別しており、軍曹は軍帽・袖章とも大1条である。
親兵についても軍曹を下等士官としており、その紐釦・帽前面章、軍帽・袖章は同様の区別をしている。
また、兵部省陸軍下等士官給俸定則でも、曹長以下軍曹以上については衣服は官給、食料は自弁とすることができるのに対し、伍長以下二等兵卒以上は衣服食料とも官給とした。なお、給俸定則では三兵の兵種に従い差等があるとしても当分先ず同様として、代わりに軍曹の給俸を4等に分けて一等軍曹から四等軍曹までとしているが、軍曹の軍服や階級章では区別していない。

#### 1871年（明治4年8月）の軍曹
廃藩置県の後、1871年（明治4年8月）の陸軍においても下等士官の最下級であった。曹長・権曹長の下、伍長の上にあり、官等は15等のうちの十三等である 。
官等表に掲載する大尉以下軍曹までを判任としたのに対し、官等表に掲載しない伍長以下兵卒までを等外として扱った。明治5年1月の官等表改正後も同年2月の陸軍省設置後も軍曹以上は判任で伍長以下は等外である  。
1872年1月13日（明治4年12月4日）に兵部省の指令で定めた鎮台分営士官心得勤辞令書式によると、軍曹の仮任を命ずるときはその達書は隊長名によって陸軍軍曹の心得を以て当分相勤める可き事とし、軍曹の正員を補するのは帥の決を取って命ずるので鎮台本営によって陸軍軍曹を申し付ける事としており、少尉以上の任官とは異なる取り扱いをしている 。
陸軍徽章を増補改定しているが下等士官の釦は真鍮桜花、前面章は真鍮日章であるのに対して、兵卒・伍長共に釦は真鍮隊号を附け、前面章は塗色日章とし、軍曹は軍帽・袖章とも大1条で変わりない。
また、兵部省陸軍・士官兵卒・給俸諸定則でも、下等士官については食料として毎月金5両を賜るのに対し、伍長以下は現賄を賜るとした。なお、給俸諸定則では兵種に随い日給の差等があるとしても当分先ず同様として、代わりに軍曹の給俸を4等に分けて一等軍曹から四等軍曹までとしているが、官等表に掲載する官名は軍曹であり軍服や階級章でも区別していない。
1873年（明治6年）3月19日の陸軍武官俸給表では、官名として軍曹、分課として砲・騎・歩、等級として一等・二等、所属として近衛と鎮台があり、これらの組み合わせで俸給額に違いがあった、また列外増給として書翰掛・給養・会計・倉庫掛・火工下長軍曹には増給の規定がある。
このとき、軍曹の俸給には一・二等級が置かれて従前の三等以下の級は悉く廃止されたことから、陸軍省達により兵学寮および諸鎮台でこれまで二等給の者は一等に当て、三等以下の者はすべて二等給を以て渡し方を取り計らうこととした。
給養にあたっては、歩兵大隊は8個小隊で軍曹は1個小隊に各4人で大隊では小隊附が合計32人、それとは別に射的軍曹は1個小隊に各1人で大隊では小隊附が合計8人、給養軍曹は1個小隊に各1人で大隊では小隊附が合計8人と列外に1人、倉庫掛軍曹は列外に1人、会計書記軍曹は列外に1人、喇叭軍曹は大隊附が1人、銃工長は列外に1人、縫工長は列外に1人、靴工長は列外に1人としていた。
1873年（明治6年）5月以前に用いられた各種名義の軍人について、当時の官制に於いて規定した明文がないものの、例えば心得、准官のような名義の者であっても当時は戦時に際して上司の命令を以て実際に軍隊・官衙等に奉職しその任務を奉じたことから、1892年（明治25年）5月に陸軍大臣の請議による閣議に於いてこれらを軍人と認定しており 、これらのうち軍曹に相当するものには次のようなものがある 。
軍曹心得
明治3・4・5年の頃にあってその本官の職を取る。本官とは、軍曹は半小隊長の職を取る。
七等下士並び試補
明治元年以降、明治4年頃までのものであって七等下士は軍曹相当であってその職を取り、試補はこれに等しいもの。

#### 1873年（明治6年）5月の軍曹
1873年（明治6年）5月8日の陸海軍武官官等表改正で軍曹の官等を15等のうちの十三等から十二等に繰上げた 。曹長の下、伍長の上であり、このとき下士の最下級は軍曹から伍長に代わる。
曹長・軍曹の人事手続きには伍長との違いがあった。
軍曹一等・軍曹二等と表記することがあるが、官名は軍曹（曹長・伍長も同様）であり給料に関係するためやむを得ない場合の表記である。
権曹長を廃止したことから、従前の列外書翰掛権曹長については改定するまで当分の内は二等の曹長としたが、追って編制替えの上で軍曹を以て書翰掛に充てることとなる 。
1874年（明治7年）11月30日改正の部隊編成では、軍曹は歩兵連隊書記・会計附属・喇叭長、歩兵大隊書翰掛・会計附属・給養掛、歩兵中隊給養掛・中隊附、騎兵大隊給養掛・厩掛・大隊附、山/野砲兵大隊会計附属、山/野砲兵小隊（本隊）砲車長、山野砲兵小隊（予備隊）火工下長・器械掛・給養掛、工兵小隊器械掛・給養掛・小隊附、輜重兵小隊給養掛・厩掛・小隊附である。歩兵連隊は3個大隊で大隊は4個中隊とし、連隊附の軍曹は書記1人・会計附属1人・喇叭長1人、大隊附の軍曹は各大隊に書翰掛1人・会計附属1人・給養掛1人、中隊附の軍曹は各中隊に給養掛1人と中隊附8人で、1個大隊の軍曹は合計39人、歩兵連隊の軍曹は合計120人とした。
1874年（明治7年）に北海道に屯田憲兵を設置することを定め、1875年（明治8年）3月4日に開拓使の中で准陸軍軍曹の官等を定め、その官等は正官と同じとした 。
1875年（明治8年）11月24日に改正した陸軍武官服制では、軍曹の袖章は金線1条内記打1条である。
1875年（明治8年）に発行された官職一覧によると、軍曹は省中の庶務に従事せずそしてその勤務に一般のと当番のとがある。一般の勤務はただ営中の規則を遵守し各自定められた所の半隊に附属し。そして該隊を管轄する中少尉の命を受け諸般の勤務を伍長以下に令し、かつ諸物品の保存に注意する等になる。当番の勤務は該隊の伍長以下の勤惰等を毎一週間の交代で監督することを掌るとされた。
1875年（明治8年）12月17日に定めた陸軍給与概則では、軍曹の俸給は科目として砲・工、騎・輜、歩、等級として一等・二等があり、これらの組み合わせで俸給額が決まる。職務増俸については軍曹は書記・会計附属・器械掛・給養掛・書翰掛・厩掛を務める場合に増俸がある。
1877年（明治10年）1月に官等を17等に増加しているが、1879年（明治12年）10月10日達陸軍武官官等表では軍曹は引き続き十二等としており、このとき官名に憲兵・歩兵・騎兵・砲兵・工兵・輜重兵など各兵科の名称を冠することにした。
1882年（明治15年）2月8日に開拓使を廃止したことから、屯田兵の準陸軍軍曹を陸軍省に管轄させた 。
1883年（明治16年）5月4日太政官第21号達で陸軍武官官等表を改正し、憲兵・歩兵・騎兵・砲兵・工兵・輜重兵の各兵科軍曹の官名から陸軍の2字を除いた 

#### 1884年（明治17年）の軍曹
1884年（明治17年）に部隊編制の変更があり、従前は軍曹は主として半小隊長の職務を務め伍長は主として分隊長の職務を務める者であるところ、これでは差し支えることが多いため軍曹を一等軍曹（いっとうぐんそう）に伍長を二等軍曹（にとうぐんそう）に任じてともに半小隊長の職務を務めさせて分隊長を上等兵に務めさせることにしたため、屯田兵を除いて伍長を廃止して再び軍曹が下士の最下級となる。
明治17年6月から明治18年7月までの間を予定して編制替えを行いこれが完了するまでは軍曹・伍長と一等・二等軍曹を併用した。
1885年（明治18年）5月5日太政官第17号達により陸軍武官官等表を改正して輜重兵一等軍曹の次に屯田兵軍曹を置いた。従前の准陸軍軍曹は屯田兵軍曹の官名に換えた 。
1886年（明治19年）3月9日勅令第4号で陸軍武官官等表を改正して再び官名に陸軍の2字を冠することとし、憲兵・歩兵・騎兵・砲兵・工兵・輜重兵については各兵一等軍曹・各兵二等軍曹の官名をそれぞれ陸軍各兵一等軍曹・陸軍各兵二等軍曹に改め、屯田兵軍曹・屯田兵伍長の官名をそれぞれ陸軍屯田兵一等軍曹・陸軍屯田兵二等軍曹に改めた。
1886年（明治19年）4月29日に判任官官等俸給令（明治19年勅令第36号）を定めて判任官を10等に分け、陸軍准士官・下士の官等は判任一等より四等までとしたことから陸軍各兵一等軍曹並び相当官は判任三等、陸軍各兵二等軍曹並び相当官は判任四等となる 。
1890年（明治23年）3月22日に判任官官等俸給令を改正・追加して判任官を6等に分けるが、陸軍准士官・下士の官等は判任一等より四等までとしたことに変更はない 。
1890年（明治23年）6月27日に陸軍武官官等表を改正し、砲兵火工下長は他の諸工長とその性質をことにし一般戦列下士と同様のものであるためこの際に工長の名称をやめ本科の下士に加えて、火工一等軍曹に改めその下に火工二等軍曹を設けた。
1891年（明治24年）3月20日勅令第28号により陸軍武官官等表を改正し、屯田兵の兵科を廃止して屯田歩兵・騎兵・砲兵・工兵はその兵科を区別できる官名を加えた。
1891年（明治24年） 12月28日に定めた文武判任官等級表（明治24年勅令第249号）には等級が5等あり、そのうちの三等の欄に陸軍各兵一等軍曹・陸軍火工一等軍曹を、四等の欄に陸軍各兵二等軍曹・陸軍火工二等軍曹を掲載した。
1894年（明治27年）4月12日に文武判任官等級表を改正し、三等の欄に陸軍各兵一等軍曹並び相当官・陸軍火工一等軍曹・陸軍屯田火工一等軍曹を掲載し、四等の欄に陸軍各兵二等軍曹並び相当官・陸軍火工二等軍曹・陸軍屯田火工二等軍曹を掲載した。
明治32年10月25日勅令第411号（同年12月1日施行）により陸軍武官官等表の中の各兵科下士の欄を改正して「一等軍曹」は「軍曹」と、「二等軍曹」は「伍長」と改称し、陸軍火工一等軍曹・陸軍屯田火工一等軍曹及び陸軍火工二等軍曹・陸軍屯田火工二等軍曹を削る。

#### 1899年（明治32年）12月1日以後の軍曹
下士官の階級のひとつ。曹長の下位、伍長の上。判任官三等。初叙は正八位勲八等功七級。海軍においては二等兵曹（1942年以降は一等兵曹に改称）に相当する。
文武判任官等級表には等級が5等あり、そのうちの三等の欄に陸軍各兵軍曹並び相当官を掲載した。
1904年（明治37年）12月13日勅令第236号により陸軍武官官等表を改正し、各兵科下士の欄の中から陸軍屯田歩兵・騎兵・砲兵・工兵軍曹を削る。
1910年（明治43年）6月文武判任官等級令（明治43年勅令第267号）では等級を4等に分け別表の三等の欄に陸軍各兵軍曹及び相当官を掲載した。
1925年（大正14年）5月1日に大正14年勅令第160号を施行して陸軍武官官等表を改正し、航空兵を独立した兵科として、陸軍工兵軍曹の項の次に陸軍航空兵軍曹を加えた。
1937年（昭和12年）2月12日に砲工兵諸工長及び各部下士官の官名を各兵科のものに一致させるように改正し、陸軍砲兵二等火（鞍・銃・鍛）工長は陸軍火（鞍・銃・鍛）工軍曹に、陸軍工兵二等木（機・電）工長は陸軍木（機・電）工軍曹にそれぞれ改めて、これらを従前の陸軍各兵軍曹と併せて陸軍各兵科軍曹と称し、経理部の陸軍二等計手は陸軍主計軍曹に、陸軍二等縫（靴）工長は陸軍縫（装）工軍曹にそれぞれ改め、衛生部の陸軍二等看護長は陸軍衛生軍曹に、陸軍二等磨工長は陸軍療工軍曹にそれぞれ改め、獣医部の陸軍二等蹄鉄工長は陸軍獣医務軍曹に改め、軍楽部の陸軍二等楽手は陸軍軍楽軍曹に改め、これらを陸軍各部軍曹と称した 。
1940年（昭和15年）9月15日に昭和15年勅令第580号を施行して陸軍武官官等表を改正し、兵科の区分を廃止して新たに技術部を設け、各兵科のうち憲兵科を除く陸軍歩（騎・砲・工・航空・輜重）兵軍曹は陸軍軍曹に改めて陸軍軍曹と陸軍憲兵軍曹は兵科に属し、砲兵科の陸軍火（鞍・銃・鍛）工軍曹及び工兵科の陸軍木（機・電）工軍曹は陸軍兵技軍曹に改め技術部に属した。
ちなみに伍長以上は職業軍人たる官吏（武官）として扱われ、国民の義務として兵役に服する兵とは区別された。士官（尉・佐・将官）と一般兵士（卒・伍）の中間階級に位置する。
軍曹の位置づけはほぼ各国共通だが、階級の序列には若干の差異もあり日本では曹長の下、伍長の上にあたる。功労ある軍曹は勤続20数年を経て、正八位勲七等に叙せられた。また、武功顕著な軍曹は軍人特有の栄典である功級では功七級以上功五級以下の級に叙せられた。任官区分では判任官（等級は三等）。職は中隊付で戦時編成では分隊長（平時は内務班長）に相当した。古参の軍曹は中隊の陣営具掛・被服掛・兵器掛を命ぜられ、また聯隊本部の事務助手や炊事班長、喇叭長、被服・兵器などの倉庫掛助手といった仕事に就いた。出戦時には分隊長の他に指揮班の命令掛や材料掛といった仕事を担当した。
平時の軍隊（特に昭和初期の支那事変勃発前まで）で上等兵以上になると帰郷の際には村長や顔役から一席設けられたことに鑑みると、下士官を志願する者は優秀であった。しかしその反面、現役満期で退営しても世間での就職口が満足のいくものではなかったり、就職してもその社会的経済的地位が低すぎて軍隊の方がまだ暮らしやすいといった事情で志願することも多く、俗謡に「人の嫌がる軍隊に志願で出てくる馬鹿もある」（下士官志願を指す）と謡われ、さらに続けて「再役するような馬鹿もある」（下士官が願出る4年ごとの再役志願を指す）と揶揄された。農村出身者は小作農の次男・三男層（一生を重労働の農業労働者で終わる可能性が高い）や、都会では出世の見込みのない徒弟や職工、貧窮者が多かった。学歴は高等小学校卒業がほとんどで、中等学校以上の卒業者は民間である程度の出世が可能だったことから、あえて不自由で低収入の下士官志願はしなかった。
1943年当時の俸給は30円であった。当時の1円は現在の5000円内外でありこの俸給は決して高禄とは言えず、営内居住で被服糧食とも現物支給かつ職業軍人には12年間勤続すれば支給される恩給制度があったため、それらを考慮して「中の下」、高等小学校卒程度の無学歴の者の待遇としては「中の中」といった程度であった。もっとも当時は日雇い9時間で1円から2円、阪急電鉄の新卒（中学卒）職員で日当1.2円から1.3円、帝国大学経済学部卒の初任給が月70円程度（褒賞別途）であり、働き盛りの30代で30円程度の現金収入では営外で家族を扶養したり都市生活者として威儀を保つには困難であった。憲兵や軍楽部などの軍曹ないし軍曹相当者は営外居住であったが、営外居住者用の加俸があった。
陸軍廃止時には
- 陸軍軍曹（兵科）[94]
- 陸軍憲兵軍曹（兵科）[94]
- 陸軍技術軍曹（技術部）[96]
- 陸軍主計軍曹（経理部）[94] [97]
- 陸軍経技軍曹（経理部）[97]
- 陸軍建技軍曹（経理部）[97]
- 陸軍衛生軍曹（衛生部）[94] [97]
- 陸軍療工軍曹（衛生部）[94] [97]
- 陸軍獣医務軍曹（獣医部）[94] [97]
- 陸軍法務軍曹（法務部）[98] [99]
- 陸軍軍楽軍曹（軍楽部）[94] [97]

が存在した     。

### 日本海軍
日本海軍では二等兵曹（1942年からは一等兵曹）の官階が陸軍軍曹の官等に相当した。

#### 明治初期
海軍はイギリス式を斟酌して編制する方針を1870年10月26日（明治3年10月2日）に示しており、明治5年に海軍省は下等士官以下の官名を英国海軍官名録に倣い改正することを布告したことから、英国海軍官名録の中から適切な職名を採用して改めることにしたが、その前は曹長・権曹長・軍曹・伍長の職名が使われることがあった  。
1871年2月11日（明治3年12月22日）に海軍服制を制定して軍服や階級章を定めたときに下等士官以下は帽で曹長・権曹長・軍曹・伍長・卒を区別して、軍曹の帽は黄線1条、曹長以下軍曹までは肘上章により水夫長、按針手、砲手、機関手、縫帆手、木工、鍜治を区別した。
1872年2月20日（明治5年1月12日）に兵部省が定めた外国海軍武官に対応する国内の海軍武官の呼称ではペッチー・ヲフヰサル・フィルスト・クラスを一等軍曹に、ペッチー・ヲフヰサル・セコンド・クラスを二等軍曹に、ペッチー・ヲフヰサル・ソルド・クラスを三等軍曹に対応させている。
1872年5月21日（明治5年4月15日）から降級・昇級等については少尉以下軍曹までは海軍省において伝達することにする。
1872年9月27日（明治5年8月25日）の軍艦乗組官等表では三等筆生・掌砲長属・水夫長属・艦長端舟長・大端舟長・甲板次長・檣樓長・按針次長・信号次長・帆縫次長・造綱次長・船艙長・木工長属・火夫次長・鍛冶次長・割烹を二等下士に分類して軍曹相当とした。
1872年10月30日（明治5年9月28日）に海軍中等士官曹長以下の禄制を定めたときに、一等中士以下を乗艦の官員に充て、軍曹を含む曹長以下を海兵官員に充てることとした。

#### 海兵隊
海兵隊は1871年（明治4年8月）から募集編隊を始めており、兵部省官等表の十三等に軍曹を掲載した。
明治4年には水兵本部によって海兵の軍曹を命ずる例が見られる。
海兵隊の軍曹・伍長は諸艦の裨官並びに押伍官に準じ取り扱うとし、1872年4月12日（明治5年3月5日）に各艦乗組裨官は改めて軍曹を命じている 。
1872年5月21日（明治5年4月15日）から降級・昇級等については少尉以下軍曹までは海軍省において伝達することとし、明治5年には海軍省によって軍曹を任官する例が見られる。
1873年（明治6年）5月8日に陸軍と揃えるために海軍武官官等表を改正し軍曹を十二等にした。この際に海軍省が定めた曹長以下の外国名との比較によると軍曹をサーヂェントに対応させている。
1875年（明治8年）11月12日に布告した海軍武官及文官服制（明治6年11月改定）の海兵隊服制・下によると、礼服・常服は紺色大羅紗で製し、略服は「セルジ」で製す。曹長或いは楽隊長より兵卒・楽手・鼓手・喇叭手に至るまでその製式は同じで、ただ袖章・服色が異なる。常帽の帽前章は桜花及び大砲、或いは小銃、喇叭を附して砲・歩・楽兵を区別する。夏服は「ドリル」で製して、帽は白切りで蓋う。襷は曹長或いは同等より軍曹並びに楽長・鼓長に至るまで赤色を用いた。鈕釦は砲・歩・楽兵をそれぞれ区別し、下士は鍍金を用いた。軍曹の上衣は分課によって違いがあり、砲兵・歩兵の練兵教授・教佐附一等書記課の軍曹は両腕に桜花がある。砲兵・歩兵の一等大砲教授課軍曹も両腕に桜花があるが、だたし二等・三等は両腕の桜花を除く。同様に砲兵・歩兵の一等小銃射法教授課軍曹も両腕に桜花があるが、だたし二等・三等は両腕の桜花を除く。砲兵・歩兵の旗章軍曹の両腕には旗章がある。砲兵・歩兵の隊附・教佐附二等書記課・主計課・病室附・武器課・砲車課・給養附一等書記課の軍曹は両腕の桜花がない。楽隊次長も両腕の桜花がない。上衣の両腕にある山形線の数は砲兵軍曹・歩兵軍曹・楽隊次長とも3本で、礼服は金線2分である。
1875年（明治8年）に発行された官職一覧によると、軍曹の職掌は曹長に亜ぐもので、各隊に附属して命を中少尉及び曹長に聴き、これを伍長以下の諸員に令す。そして諸物具を保存するに注意する等は、ことにこの官の掌るところになるとされた。
1876年（明治9年）8月に海兵を解隊した。
その後、配置転換が完了したことから、1878年（明治11年）2月19日に海軍文武官官等表から海兵部の部目を削除して海兵隊の軍曹は完全に廃止された。

### 自衛隊
軍曹という呼称は使用せず、「1曹」、「2曹」、「3曹」というように等級と組み合わせた略称で呼称する。
旧陸軍及び自衛隊双方に曹長という階級が存在するため、自衛隊の曹長はそのまま旧陸軍の曹長や旧海軍の上等兵曹相当、曹長の下の1曹が旧陸軍の軍曹や旧海軍の一等兵曹相当であると誤解されがちだが、これは間違い。自衛隊には元々曹長という階級は設けられておらず、1曹が旧軍の曹長や上等兵曹相当であったため、2曹が軍曹や一等兵曹相当である。ちなみに自衛隊の曹長は諸外国陸軍、空軍の上級曹長および海軍の上級上等兵曹に相当する。なお、2等陸曹の英訳がStaff SergeantではなくSergeant First Classなのは、自衛隊創設当時にアメリカ陸軍でStaff Sergeantが廃止されていた時期であった頃の名残である。なお2等海曹は旧海軍の一等兵曹に相当するが、英呼称ではPetty Officer 2nd classと1942年以前のものが使用されている。

### アメリカ陸軍
アメリカ陸軍の場合、
1. 一等軍曹: Sergeant First Class
2. 二等軍曹: Staff Sergeant
3. 三等軍曹: Sergeant

が日本語では一般に「軍曹」又は「○○軍曹」と訳される。アメリカ陸軍においては、三等軍曹〜二等軍曹が小隊隷下の分隊長、一等軍曹が小隊長たる尉官の補佐役（小隊付軍曹）として運用される。
「シェブロン」（矢羽）と呼ばれる<<<マークが軍曹の階級章であり、二等、一等と階級が上がる度に「 ) 」（ロッカー。揺り子）が下に1つずつ増え、<<<)))が曹長の階級章である。上級曹長や先任上級曹長になると最下段の矢羽と最上段の揺り子の間にダイヤモンドなどのマークが追加される。
ちなみに<<は軍曹の下位の下士官の伍長、<は更にその下の兵長（上等兵ではない）となる。

### イギリスの王室騎兵隊
イギリスの王室騎兵隊には、「軍曹」（Sergeant）の階級が置かれていない。これは、「軍曹」（Sergeant）という語が「召使い」（Serjeant）に由来するためである（詳細はブルーズ・アンド・ロイヤルズ参照）。

## 軍曹に関する記録
- 1944年にフランスで行われていたレジスタンス運動では、少年兵まで動員して抵抗運動が行われていた。その中で、6歳の少年がメッセンジャーボーイとして活動中、味方からの攻撃に巻き込まれて死亡。死後、1950年に軍曹に昇格している[132]。

## 軍曹の異名を持つ人物
- R・リー・アーメイ - 「一等軍曹（Gunny）」というニックネームで知られる元アメリカ海兵隊員の俳優。映画『フルメタル・ジャケット』でハートマン軍曹役を演じたことからこのニックネームがついた。実際には二等軍曹で退役したが、後に一等軍曹（Gunnery：Sergeant）へ名誉昇進した。
- 山本小鉄 - 新日本プロレス学校校長時代に「鬼軍曹」の異名が付いた。
- 大下剛史 - 広島東洋カープヘッドコーチ時代に「鬼軍曹」の異名が付いた。
- ドゥンガ - 「鬼軍曹」のあだ名で知られるサッカー選手。
- 村井美樹 - 水バラ『ローカル路線バスVS鉄道 乗り継ぎ対決旅』（テレビ東京）で鉄道チームリーダーを務め、「鬼軍曹」の異名を持つ。
- 守屋茜 - 女性アイドルグループ・櫻坂46の元メンバーで、愛称の一つが「軍曹」。
- 永瀬拓矢 - 将棋棋士。将棋に対するストイックな姿勢から「軍曹」の異名が付いた。
- 武宮敏明 - 長年に渡り、読売ジャイアンツの合宿所の寮長を務め、「鬼軍曹」「鬼寮長」の異名で知られた。
- 川中島将棋の駒
- ローガンサージェント- レーシングドライバー。サージェント(Sargeant)が英語で「軍曹」を表すことから主にファンの間で異名が付いた。